# Ігор Прєсняков
Прєсняков Ігор Віталійович (нар. 8 травня 1960) — гітарист — віртуоз російського походження, аранжувальник. Став відомий завдяки своїй унікальній техніці гри і віртуозному виконанню різних каверів.
Народився у Москві. У Росії Ігор навчався в академії по класу класичної музики. У підсумку закінчив навчання як гітарист і диригент ансамблю. Потім перемістився у Нідерланди для подальшої кар'єри. Проживає там вже понад 35 років.
Крім сольних виступів він працює з різними виконавцями. 35 років гри на гітарі дали Ігорю колосальний досвід: поєднання і вплив різних музичних стилів від класики та етнічної музики до джазу, рок-н-ролу, рок у, ритм-енд-блюзу.

## Дискографія
- 2010 — Chunky Strings
- 2011 — Acoustic Pop Ballads
- 2011 — Acoustic Rock Ballads Covers
- 2013 — Iggyfied